# کیرما
کیرما شهری در شهرستان کومبیسیری در استان بازگا در بورکینافاسوی مرکزی است و جمعیت آن ۱۳۰۳ نفر است.